# Ward Valley
Das Ward Valley ist ein Trockental in den Denton Hills des ostantarktischen Viktorialands. Es liegt zwischen den Porter Hills und den Xanadu Hills sowie östlich des unteren Endes des Ward Gletschers.
Das Advisory Committee on Antarctic Names benannte das Tal 1994 in Verbindung mit dem Ward-Gletscher und dem Ward Lake nach dem australischen Geologen Leonard Keith Ward (1879–1964).